# Milan (film 2004)
Milan è un film del 2004 diretto da Olivia M. Lamasan.

## Trama
Il film è ambientato in Italia nelle città di Milano, Roma, Venezia e Firenze e descrive la vita dura e piena di sacrifici di un gruppo di filippini che hanno lasciato il loro Paese per lavorare come domestici in Italia.

## Distribuzione
È stato distribuito nelle sale cinematografiche filippine l'11 febbraio 2004.

## Riconoscimenti
- 2005 - FAMAS Awards
  - Migliore attore (Piolo Pascual)
  - Migliore attrice (Claudine Barretto)
- 2005 - FAP Awards 2005
  - Migliore fotografia
  - Migliore attore (Piolo Pascual)
  - Migliore attrice (Claudine Barretto)
- 2005 - Gawad Urian Awards
  - Miglior montaggio
  - Migliore regia
  - Migliore sceneggiatura